# Дэвис, Николь
Николь Мари Дэвис (англ. Nicole Marie Davis); (род. 24 апреля 1982, Стоктон, округ Сан-Хоакин, штат Калифорния, США) ― американская волейболистка, либеро. Двукратный серебряный призёр Олимпийских игр (2012, 2016), чемпионка мира 2014.

## Биография
Николь Дэвис родилась в Стоктоне (Калифорния), в семье Рэнди и Барбары Дэвис. В 2000 году окончила среднюю школу имени Линкольна в родном городе, за годы обучения в которой выступала за волейбольную команду на позициях нападающей-доигровщицы и либеро. Удостоена награды Лиги Сан-Хоакина за успехи в спорте. Выступала за юниорские команды «Найк Пасифик» и «Дельта Вэлли» в чемпионатах Северной Калифорнии. 
В 2000 поступила в Университет Южной Калифорнии в Лос-Анджелесе, с волейбольной командой которого становилась победителем (2003) и бронзовым призёром (2001) чемпионатов Национальной ассоциации студенческого спорта (англ. National Collegiate Athletic Association, сокр. NCAA).
В 2004—2015 (с перерывами) играла за клубы из Польши, Турции, Китая, Азербайджана, Италии, Германии, Румынии и Франции. Неоднократно становилась призёром чемпионатов и розыгрышей Кубков этих стран. После сезона 2014/15, проведённого во французском «Канне-Рошвиле» и выигранных в её составе Кубка Франции и «серебра» чемпионата страны, завершила игровую карьеру.
В 2005—2014 выступала за национальную сборную США. В её составе дважды становилась серебряным призёром Олимпийских игр (2008 и 2012), чемпионкой мира 2014 (также принимала участие в чемпионатах мира 2006 и 2010), дважды призёром Кубка мира, серебряным призёром Всемирного Кубка чемпионов 2005, 3-кратной чемпионкой Гран-при, двукратной чемпионкой NORCECA .

### Клубная карьера
- 2000—2003 —  Университет Южной Калифорнии;
- 2004—2005 —  «Нафта-Газ» (Пила);
- 2006—2007 —  «Фенербахче» (Стамбул)
- 2009—2010 —  «Гуандун Эвергрэнд» (Шэньчжэнь);
- 2010—2011 —  «Локомотив» (Баку)
- 2011—2012 —  «Ребекки-Нордмекканика» (Пьяченца);
- 2012—2013 —  «Дрезднер» (Дрезден);
- 2013—2014 —  «Динамо» (Бухарест);
- 2014—2015 —  «Канне-Рошвиль» (Ле-Канне).

## Достижения

### Со сборной США
- двукратный серебряный призёр Олимпийских игр — 2008, 2012.
- чемпионка мира 2014.
- серебряный (2011) и бронзовый (2007) призёр Кубка мира.
- серебряный призёр Всемирного Кубка чемпионов 2005.
- 3-кратный победитель Мирового Гран-При — 2010, 2011, 2012.
- двукратная чемпионка NORCECA — 2005, 2011.
- бронзовый призёр Панамериканского Кубка 2011.
- серебряный призёр Кубка «Финал четырёх» NORCECA 2009.

### С клубами
- победитель (2003) и бронзовый призёр (2001) чемпионатов Национальной ассоциации студенческого спорта (NCAA).
- бронзовый призёр чемпионата Польши 2005.
- серебряный призёр чемпионат Турции 2007.
- бронзовый призёр чемпионата Италии 2012.
- серебряный призёр розыгрыша Кубка Италии 2012.
- серебряный призёр чемпионата Германии 2013.
- серебряный призёр чемпионата Румынии 2014.
- серебряный призёр розыгрыша Кубка Румынии 2014.
- серебряный призёр чемпионата Франции 2015.
- победитель розыгрыша Кубка Франции 2015.

- серебряный призёр Кубка вызова ЕКВ 2011.

### Индивидуальные
- 2009: лучшая защитница Панамериканского Кубка.
- 2011: лучшая либеро чемпионата Азербайджана.
- 2015: лучшая либеро чемпионата Франции.